# ساشا زدليار
ساشا زدليار (بالسيريلية الصربية: Саша Здјелар) هو لاعب كرة قدم صربي في مركز الوسط ولد في يوم 20 مارس 1995 في مدينة بلغراد عاصمة صربيا، يلعب حالياً مع نادي ريال مايوركا كمعار من أوليمبياكوس وسبق له اللعب مع نادي أو إف كيه بيوغراد، في 2016 بدأ باللعب مع منتخب صربيا لكرة القدم ويبلغ طوله 183 سم.

## مسيرته الكروية
لعب ساشا زدليار خلال مسيرته الاحترافية مع 4 أندية في أحد عشر موسمًا وسجل خلالها 4 أهداف ضمن 161 مباراة. حيث فاز في موسم واحد بالكأس وفي موسمين بالدوري.
خاض ساشا زدليار مسيرته مع نادي أو إف كيه بيوغراد في موسم 2011–12 ليلعب معه أربعة مواسم، مشاركًا في 62 مباراة ولم يسجل أي هدف. ثم انتقل إلى نادي أولمبياكوس في موسم 2015–16 واستمر معه طيلة ثلاثة مواسم، حيث شارك في 12 مباراة ولم يسجل أي هدف أيضًا. لينتقل بعدها إلى نادي ريال مايوركا في موسم 2016–17 لمدة موسم واحد، مشاركًا في 15 مباراة ولم يسجل أي هدف أيضًا. ثم انتقل إلى نادي بارتيزان في موسم 2017–18 واستمر معه طيلة ثلاثة مواسم، مشاركًا في 72 مباراة سجل خلالها 4 أهداف.

## روابط خارجية
- ساشا زدليار على موقع الاتحاد الدولي (مؤرشف)  (الإنجليزية)
- ساشا زدليار على موقع الاتحاد الأوربي (الإنجليزية)
- ساشا زدليار على موقع قاعدة بيانات كرة القدم.إي يو (الإنجليزية)
- ساشا زدليار على موقع ناشيونال فوتبول تيمز (الإنجليزية)
- ساشا زدليار على موقع Soccerway.com (الإنجليزية)
- ساشا زدليار على موقع عالم كرة القدم.نت (الإنجليزية)
- ساشا زدليار على موقع AS.com (الإسبانية)